# 山仁駅

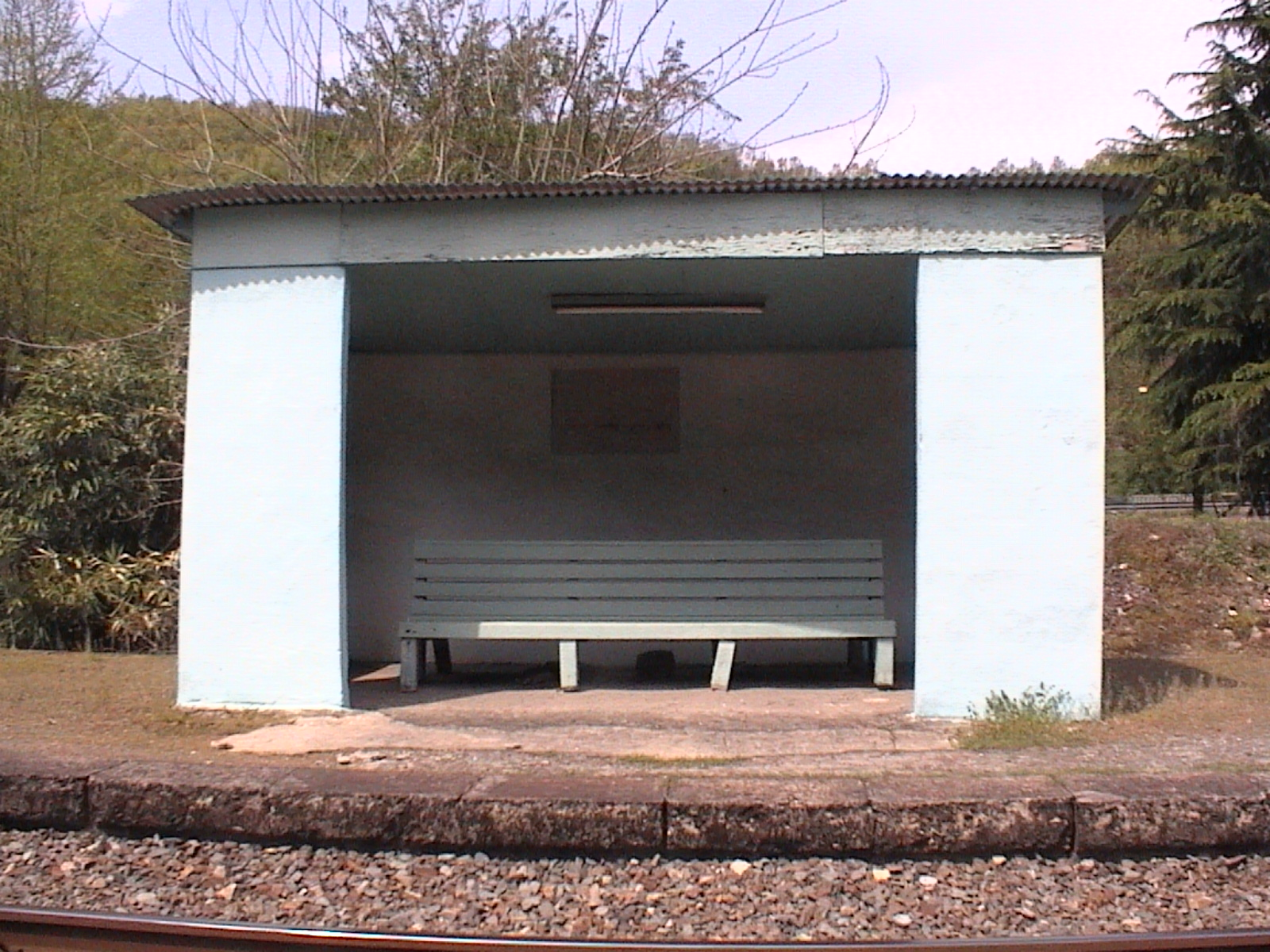
山仁駅駅舎(2010年4月)

山仁駅 （サニンえき）は、大韓民国慶尚南道咸安郡にかつて存在した韓国鉄道公社の駅である。

## 路線
- 韓国鉄道公社
  - 慶全線

## 駅構造
- 1面1線の地上駅。

## 歴史
- 1923年12月1日 - 開業[1]。
- 1944年6月15日 - 廃止[2]。
- 1966年9月11日 - 再開業[3]。
- 2012年10月23日 - 馬山駅 - 晋州駅間の複線新線への切り替えにより廃駅。

## 隣の駅
慶全線
中里駅 - 山仁駅 - 咸安駅